# Tommy Page
Thomas Alden "Tommy" Page (24 de maio de 1970 — 3 de março de 2017) foi um cantor e compositor norte-americano, que ficou conhecido pelo single "I'll Be Your Everything [en]", lançado em 1990.

## Discografia
- Tommy Page - 1988
- Paintings in My Mind - 1990
- From the Heart - 1991
- A Friend to Rely On' - 1992
- Time - 1994
- Loving You - 1996
- Ten 'Til Midnight - 2000